# 알렉산다르 페시치
알렉산다르 페시치(세르비아어: Александар Пешић, Aleksandar Pešić, 1992년 5월 21일 ~ )는 세르비아의 축구 선수로, 포지션은 스트라이커이다. 2023년 현재 넴제티 버이녹샤그 I 페렌츠바로시에서 뛰고 있다.

## 클럽 경력

### 유럽
페시치는 2008년 세르비아 FK 라드니치키 니시에서 데뷔했다. 이후 그리스 OFI 크레타를 거쳐 2011년부터는 몰도바 FC 셰리프 티라스폴에서 두 시즌 간 활약하며 리그 59경기에 출전해 25골을 기록, 팀이 두 번의 리그 우승컵을 들어올리는데 큰 역할을 했다.
2014년부터는 프랑스 리그 1 소속 툴루즈 FC와 이탈리아 세리에 A 소속 아탈란타 BC 등 유럽축구의 중심에서 선수 경력을 이어가기도 했다.
2017년에 세르비아 수페르리가 최고 명문팀인 FK 츠르베나 즈베즈다에 입단한 페시치는 한 시즌 동안 리그에서만 35경기에 출전해 25골을 기록하며 팀의 리그 우승은 물론 득점왕, 리그 최우수 선수에 오르며 세르비아 수페르리가 최고의 선수로 등극했다.

### 아시아
2018년 8월, 3년 계약기간으로 알이티하드로 이적하였다.
2019년 2월 8일, FC 서울은 알이티하드로부터 페시치를 1년 6개월 임차 후 완전이적 조건으로 영입하였다고 공식 발표하였다.

## 국가대표팀 경력
2016년 세르비아 축구 국가대표팀에 선발되어 A매치 데뷔전을 치렀다.

## 수상 내역

### 클럽
FC 셰리프 티라스폴
- 몰도바 내셔널리그

● 우승 (1): 2011–12, 2012–13
- 몰도바 슈퍼컵

● 우승 (1): 2013
 FK 츠르베나 즈베즈다
- 세르비아 수페르리가

● 우승 (1): 2017–18

### 개인
- 세르비아 수페르리가 득점상: 2017–18
- 세르비아 수페르리가 올해의 선수(MVP): 2017–18
- 세르비아 수페르리가 올해의 팀(베스트 11): 2013–14, 2017–18

## 참고 문헌
- 득점왕 출신’ 페시치 영입한 서울, 골 가뭄 부진 해결할까